# Ivan Laptev
Ivan Sergeevich Laptev (em russo: Иван Сергеевич Лаптев; nascido em 1 de abril de 1979) é um bispo luterano russo da Igreja Evangélica Luterana da Íngria.

## Biografia
Ivan Sergeevich nasceu na aldeia de Zanevka, no Oblast de Leningrado, na União Soviética, em 1 de abril de 1979, em uma grande família ingriana. Laptev foi batizado na igreja luterana quando criança. A avó de Laptev, Raukha Ivanovna Loginova (nascida Nenonen), veio de uma família de finlandeses ingrianos. Em 1942, aos 8 anos de idade foi levada do distrito de Vsevolozhsky para a Sibéria ao longo da Estrada da Vida. Em 1957, ela retornou ao distrito de Vsevolozhsky. Ela desempenhou um papel fundamental na conversão de Laptev ao luteranismo. Em entrevista à TBN, Laptev disse que, apesar dos melhores esforços de sua avó, seus pais não eram religiosos.
Em 2004, ele foi chamado para servir como diácono e ordenado pelo bispo Aarre Kuukauppi. Em 2008, ingressou no Instituto Teológico da Igreja da Íngria, em 2011 formou-se bacharel, após o qual foi ordenado sacerdote. No outono de 2013, ele foi designado pároco da paróquia da Igreja de São João Batista em Kupanitsa. Em outubro de 2015, foi chamado para servir como reitor interino do Instituto Teológico da Igreja da Íngria, onde ministrou várias aulas.
Em 19 de outubro de 2019, no XXX Sínodo da IELI, Laptev foi votado por maioria para suceder o bispo Aarre Kuukauppi. Em 13 de janeiro de 2020, Laptev tornou-se oficialmente o bispo-eleito e, em 9 de fevereiro de 2020, em um serviço divino solene na Catedral de Santa Maria em São Petersburgo, foi consagrado bispo. A consagração foi realizada pelo arcebispo Jānis Vanags, da Letônia, juntamente com o bispo emérito Aarre Kuukauppi e os bispos Vsevolod Lytkin, Tiit Salumäe e Seppo Häkkinen.

## Vida pessoal
Laptev é de herança ingriana-finlandesa e mora em São Petersburgo com sua esposa e 4 filhos.